# Ухта (река, впадает в Лачу)
У́хта — река на севере европейской части России. Протекает по территории сельского поселения «Кемское» Вытегорского района Вологодской области и Ухотского сельского поселения Каргопольского района Архангельской области.

## Гидрология и география
Исток реки — озеро Ухтозеро, находится на Андомской возвышенности на высоте 175,4 метров над уровнем моря. Река течёт с запада на восток. Устье реки находится на юго-западном берегу озера Лача, на территории Лачского заказника. Впадает в озеро Лача разделяясь на два рукава. Длина реки составляет 84 км, водосборная площадь — 876 км².

### Притоки
- Карбов (левый)
- Поржала (правый)
- Нижняя Елима (правый)
- Верхняя Елима (правый)
- Пяжма (правый)
- Варгас (левый)
- Шамручей (левый)

### Населённые пункты на реке
- Васильево
- Ерёмино
- Ефремово
- Ильино
- Леонтьево
- Песок (Ухта)
- Погост
- Сергеево
- Тоболкино
- Юркино

## Данные водного реестра
По данным государственного водного реестра России относится к Двинско-Печорскому бассейновому округу, водохозяйственный участок реки — река Онега. Речной бассейн реки — Онега. Код водного объекта в государственном водном реестре — 03010000112103000000598.

## Карты
- Лист карты P-37-101,102 Патровская. Масштаб: 1 : 100 000. Указать дату выпуска/состояния местности.
- Лист карты P-37-99,100 Ерчино. Масштаб: 1 : 100 000. Указать дату выпуска/состояния местности.